# 카르보나두

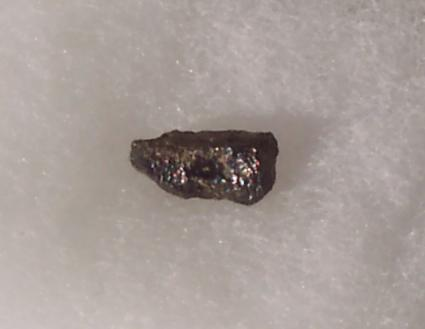
카르보나두

카르보나두(Carbonado)는 천연 다결정 다이아몬드이다. 블랙 다이아몬드(black diamond)라고도 한다.